# Internationell gotik
Internationell gotik är en sofistikerad sengotisk måleristil som i slutet av 1300-talet och under 1400-talet spreds genom Europa.
Det är en dekorativ, linjär stil som har sitt ursprung i fransk gotik, framför allt i de illuminerade handskrifterna, och karakteriseras av förfinade och eleganta gestalter, graciöst fallande veck, juvelliknande färg och naturalistiska detaljer.